# 蟻通神社 (田辺市)
蟻通神社（ありとおしじんじゃ）は、和歌山県田辺市湊にある神社である。

## 祭神
主祭神
天児屋根命
配祀神
西宮大神、市杵島姫命、品陀和気命、息長帯姫命、火具土命、須佐之男命、住吉大神、地主神、菅原道真

## 歴史
766年（天平神護元年）の勧請と伝えられ、御霊牛頭天王と称したが、1812年（文化9年）に蟻通明神社と改め、1868年（明治元年）に蟻通神社と改称した。
1873年（明治6年）に西牟婁郡湊村社となる。1877年（明治10年）に愛宕神社、1903年（明治36年）に八坂神社と住吉神社、1910年（明治43年）に八幡神社を合祀した。

## 境内
本殿
春日造、3.3平方メートル
拝殿
入母屋造、39.7平方メートル
神門
唐破風造

### 境内社
西宮大神宮
弁財天社
末社相殿
八幡神社、愛宕神社、八坂神社、住吉神社
楠木社
天満宮

## 文化財

### 市指定天然記念物
- 蟻通神社の森 - 1970年（昭和45年）10月31日指定[4]

## 年中行事
湊祭
10月1日の奉告祭に始まり、17日の例祭まで、獅子神楽の奉納や神輿渡御などが斎行される